# Jhansi
Jhansi (en hindi : झांसी ; en marathi : झाशी) est une ville de l'État de l'Uttar Pradesh en Inde, capitale de l'une des 18 divisions territoriales de cet État et du district homonyme.

## Géographie
La ville est construite autour du fort bâti au sommet d'un rocher.

## Histoire

### Origine du nom
Selon la légende, le raja Bîr Singh Déo, assis sur le toit de son palais à Orchha avec son ami, le râja de Jaitpur, demanda à ce dernier s'il pouvait discerner le nouveau fort qu'il avait faire construire sur la colline de Bangara. Il répondit qu'il pouvait le voir jhainsi, ce qui signifie « indistinctement ». Au fil du temps, jhainsi devint Jhansi.

## Patrimoine
- Le Fort : construit en 1613 par le raja d'Orchha, Vir Singh Deo (en). Il a été l'une des résidences de Lakshmî Bâî qui s'est illustrée au cours de la révolte des Cipayes de 1857, et est devenue un symbole de la résistance à la colonisation britannique.
- Le Rani Mahal : palais construit par Raghu Nath II au XVIIIe siècle
- Le Sanctuaire Saint-Jude, centre de pèlerinage chrétien à l’apôtre saint Jude.